# Martinsyde F.4 Buzzard
A Martinsyde F.4 Buzzard egy, a Brit Királyi Légierő számára kifejlesztett vadászgép volt az I. világháború végén. Bár a típus kiváló tulajdonságokkal bírt, és a kor egyik leggyorsabb vadászgépe volt, az ellenségeskedések lezárulta miatt viszonylag keveset gyártottak belőle. Az elkészült példányokból többet exportáltak.

## Tervezése és fejlesztése
1917-ben George Handasyde, a Martinsyde repülőgépgyár társalapítója tervezett meg egy V-12-es Rolls-Royce Falcon motorral felszerelt együléses, kétfedelű vadászgépet. A gépet a gyár saját kezdeményezésből építette meg, konkrét megrendelés nélkül.  A Martinsyde F.3 jelű prototípusból egyetlen példány készült, első repüléseit 1917 októberében hajtotta végre a Brooklands-i repülőtéren. A tesztek során a gép 229 km/h-s csúcssebességet ért el, ami a hivatalos jelentés szerint "jelentős előrelépés volt a meglévő vadász-felderítő gépekhez képest". Ezt egy 6 darabos nullszéria megrendelése követte novemberben, majd további 150 sorozatgyártott példányra nyújtottak be igényt. A Falcon motorok azonban a Bristol F.2-es vadászok gyártásához kellettek, így a Martinsyde-nak más erőforrás után kellett néznie.
A megoldást a 300 lóerős Hispano-Suiza 8 motor felhasználása jelentette, ehhez azonban a gép szerkezetét némileg át kellett tervezni. Ez a változat kapta az F.4 Buzzard (ölyv) jelzést. A prototípus 1918 júniusában repült először, a tapasztalatok ígéretesek voltak: a gépet könnyű volt irányítani, gyors volt és jól manőverezett. A sikeres teszteket 1450 darabos megrendelés követte, a gyártásba a Martinsyde mellett a  Boulton & Paul-t, a Hooper & Co.-t és a Standard Motor Companyt is bevonták volna. A tervek szerint a francia és a brit légierőt is ezzel a típussal szerelték volna fel, illetve további 1500 példányt gyártottak volna az Amerikai Egyesült Államok légiereje számára.
A brit Királyi Légierő számára azonban csak az után szállították le az első példányokat, hogy a fegyverszüneti egyezményt 1918. november 11-én aláírták. A harcok lezárása miatt a gyárat értesítették, hogy a már megkezdett gépek építését befejezhetik, de megrendelés többi részét törölték. A brit légierő végül nem is állította rendszerbe a típust, a rosszabb teljesítményt felmutató, de olcsóbban előállítható Sopwith Snipeot választották helyette.
A Martinsyde folytatta a típus fejlesztését, számos feleslegessé vált gépet visszavásároltak a légierőtől, ezeket kétülésessé alakították és túragépeket, illetve úszótalppal ellátott vízi repülőgépeket építettek belőlük. A gyártó azonban 1922-ben csődöt jelentett, a felszámolás során a  megmaradt gépeket az Aircraft Disposal Company (ADC) nevű vállalkozás szerezte meg, amely a háborúból visszamaradt katonai repülőgépek értékesítésével foglalkozott.

## Alkalmazása
A hat legyártott Martinsyde F.3-ból négyet a Királyi Légierő honi légvédelmi (Home Defence) századai használtak 1918-ban. Az F4.-ből 310 példányt vett át a légierő, de csak 57 darabot állítottak ténylegesen szolgálatba. A párizsi békekonferencia alatt a britek két Buzzardot használtak futárgépnek a Londonnal való kapcsolattartásra. Néhány gép a központi Repülőiskola (Central Flying School) állományában repült.
A Martinsyde több országba eladta a típust (egy-, és kétüléses változatokat egyaránt). Spanyolország 20, Finnország 15, a Szovjetunió 41 Buzzardot vásárolt. E gépek többnyire hosszú ideig szolgáltak, a spanyol légierőben hat darab még a polgárháború kitörésekor is repült. A gyár csődje után az ADC saját, Jaguar motorral felszerelt változatát Lettországnak adta el.
A Buzzardból számos példány került magánkézbe, túragépnek, versenygépnek használták. Newfoundlandon légi térképezést illetve fókák megfigyelését végezték vele.

## A transzatlanti kísérlet
1919-ben Charles W. Fairfax “Fax” Morgan brit tengerésztiszt, veterán vadászpilóta és Frederick “Freddie” Raynham kísérletet tett az Atlanti-óceán átrepülésére. Az általuk használt gép egy 285 lóerős (213 kW) Rolls-Royce Falcon III motorral felszerelt, módosított Type A.Mk I volt. A repülő kettejük vezetéknevének összevonásával a Raymor nevet kapta. Az Új-Fundlandi St. Johns-ból indultak, azonban az üzemanyaggal túlterhelt gép a felszálláskor visszaesett és összetört. A két repülő kisebb sérülésekkel megúszta az esetet, de Morgant az orvosok eltiltották a további repüléstől (háborús sérülése miatt műlába volt). Raynham újjáépítette a gépet, és átnevezte Chimera-nak, Morgan helyett pedig beszervezte pilótának Conrad Biddlecombe-ot. A második kísérlet is kudarccal végződött, felszálláskor az oldalszél kibillentette a gépet, amely a földnek ütődött. A repülők ezúttal sem sérültek meg, de Raynham feladta a próbálkozást.

## Típusváltozatok

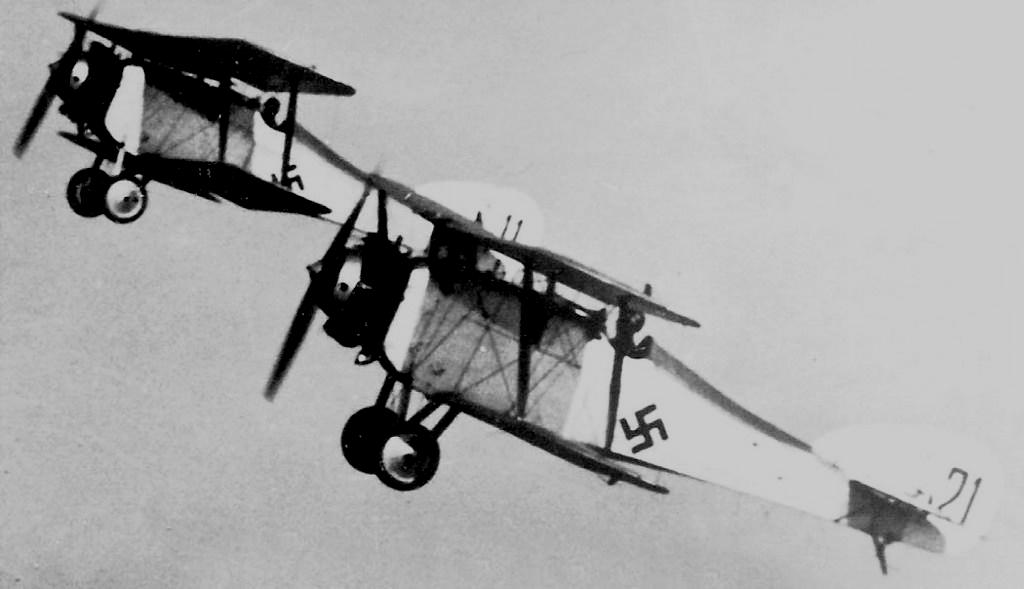
A Lett Légierő két Martinsyde ADC.1 vadászgépe 1926 után

F.3
Rolls-Royce Falcon motorral felszerelt együléses vadászgép, 7 darab készült belőle.
F.4 Buzzard
300 lóerős (220 kW) Hispano-Suiza 8 motorral ellátott együléses vadászgép, a legnagyobb számban gyártott altípus.

F.4 Buzzard 1a
Az Önálló Légierő (Independent Air Force) számára készült három darab hosszútávú kisérővadász változat.
F.4A
Az F.4 kétülésessé alakított változata, polgári és katonai alkalmazásra.
F.6
Az F.4 kétüléses változata, átalakított szárnnyal és futóművel.
F.16
Az F.4 változatból kialakított kétüléses, szovjet exportra, 20 darab készült. Soviet two-seater derived from F.4, 20 built.
Type A.Mk I
Az F.4 változatból kialakított kétüléses, hosszú távú repülésekre szánt altípus, megnövelt szárnyakkal és Rolls-Royce Falcon motorral.
Type AS.Mk I
Úszótalppal felszerelt Type A.Mk I.
Type A.Mk II
Type A.Mk I.négyüléses kabinnal ellátott változata, Hispano-Suiza vagy Falcon motorral.
A.D.C. 1
Együléses vadász, 395 lórerős (295 kW) Armstrong Siddeley Jaguar csillagmotorral, az Aircraft Disposal Company fejlesztése. Egy prototípus és nyolc sorozatgyártott példány készült belőle Lettországnak.
Nimbus Martinsyde
Egy darab épült belőle 300 lóerős (220 kW) ADC Nimbus motorral.
A.V. 1
Amherst Villiers motortervező részére épült. A kék-fehérre festett gép neve Blueprint volt.
Raymor
Transzatlanti repüléshez módosított A.Mk I, 285 lóerős (213 kW) Rolls-Royce Falcon III motorral.

## Üzemeltető országok
Kanada
- Kanadai Királyi Légierő - egy F.6-ost használtak 1922-ben.

 Egyesült Királyság
- Királyi Légierő (RAF)

 Finnország
- Finn Légierő - 1923-ben egy, majd 1927-ben további 14 F.4-et vásároltak. Valamennyi gép korábban a RAF állományában volt, 1940-ig repültek.

 Franciaország
- Egy F.4-el hajtottak végre tesztrepüléseket.

 Írország
- Ír Légi Szolgálat - 1921 novemberében vásároltak egy A Mk.II-t arra az esetre, ha az Angol-Ír Szerződés tárgyalásai kudarcba fulladnának, és az ír delegációban részt vevő Michael Collinsnak menekülnie kellene (Collinst korábban körözték a britek). Később négy darab F.4 szolgált ír színekben, ezek a Királyi Légierőben használt gépek voltak.

 Japán
- Egy F.4-el hajtottak végre tesztrepüléseket.

 Lettország
- Lett Légierő - egy F.4 és kilenc A.D.C.1 repült lett színekben.

 Litvánia

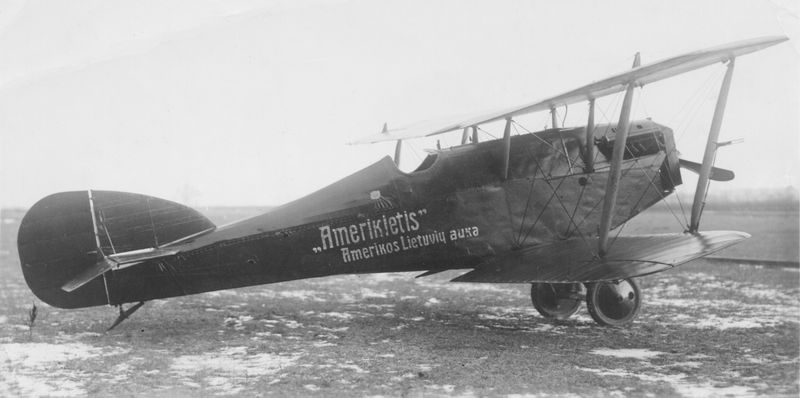
A Litván Légierő Amerikietis nevű F.4 Buzzard vadászgépe 1921 körül

- Litván Légierő - az Egyesült Államokban élő litván emigránsok gyűjtéséből két Buzzardot vásároltak 1922-ben, amelyek Amerikietis (amerikai férfi) és Amerikiete (amerikai nő) néven álltak szolgálatba.

 Lengyelország
- 1923 és 1926 között Włodzimierz Zagórski tábornok, a légierő parancsnoka egy piros-fehérre festett F.4-est használt személyi repülőgépként.

 Portugália
- Portugál Légierő - egy F.4-est Angliában élő portugál emigránsok  vettek meg, majd a légierőnak adományozták. A portugál kormány további három példányt vásárolt.

 Spanyolország
- Spanyol Köztársasági Légierő - 20 darab gép, vegyesen F.3, F.4 és F.6 változatok.
- Spanyol Köztársasági Haditengerészet - 13 példány, közte a légierőtől átvett darabok.

 Szovjetunió
- Szovjet Légierő - 41 darab F.4-est vásároltak a RAF által leadott gépekből, valamint kb. 60 példányt helyben gyártottak le és további 20 F.16-os változatot.

 Uruguay
- A Katonai Repülő Iskola (Escuela Militar de Aeronautica) kötelékében egy darab F.4 repült.

## Műszaki adatok (Martinsyde F.4 Buzzard)

### Geometriai méretek és tömegadatok
- Személyzet: 1 fő
- Hossz: 7,76 m
- Szárnyfesztávolság: 9,99 m
- Magasság: 2,69 m
- Szárnyfelület: 30 m2
- Üres tömeg: 821 kg
- Maximális felszálló tömeg: 1088 kg

Meghajtás
- Hajtómű: 1 × Hispano-Suiza 8Fb soros motor, 300 lóerő (220 kW) teljesítmény
- Légcsavar: kétágú, nem állítható fa légcsavar

Repülési jellemzők
- Legnagyobb sebesség: 235 km/h tengerszinten, 213.2 km/h 4600 méteren
- Repülési idő: 2,5 óra
- Gyakorlati csúcsmagasság: 7300 m
- Emelkedési idő: 3000 méterre 7 perc 55 másodperc alatt

Fegyverzet
- 2 x 7,7 mm-es Vickers géppuska

## Fennmaradt példányok

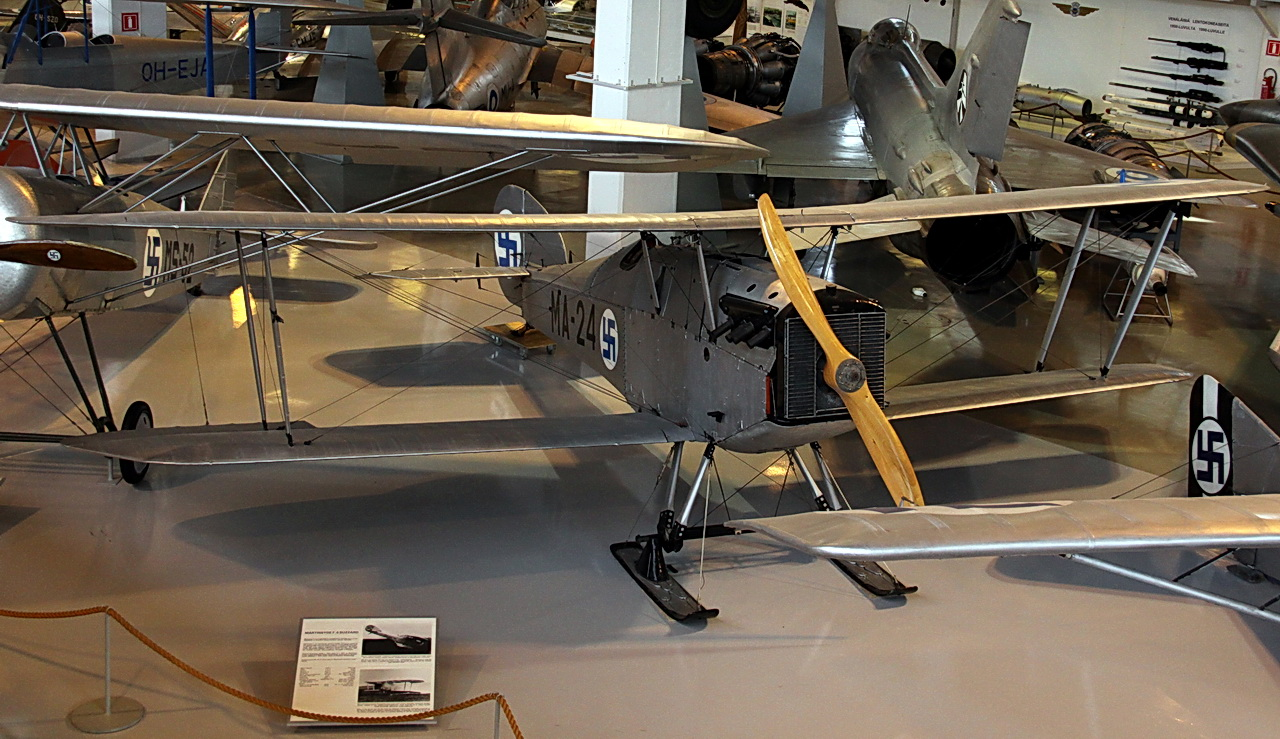
Martinsyde F.4 Buzzard a Finn Légierő Múzeumában

Egyetlen Martinsyde F.4 Buzzard maradt az utókorra, ez a Tikkakoskiban, a Finn Légierő Múzeumának állandó kiállításában látható. A sítalpas futóművel felszerelt, MA-24 lajstromszámú gépet 1934. július 7-én vonták ki a szolgálatból, ekkor 1320 repült órával rendelkezett. Ez a gyűjtemény legritkább repülőgépe, és egyszersmind világszerte az utolsó a Martinsyde által gyártott repülőgépek közül.

## Fordítás
- Ez a szócikk részben vagy egészben  a   Martinsyde Buzzard című angol Wikipédia-szócikk ezen változatának fordításán alapul.  Az eredeti cikk szerkesztőit annak laptörténete sorolja fel. Ez a jelzés csupán a megfogalmazás eredetét és a szerzői jogokat jelzi, nem szolgál a cikkben szereplő információk forrásmegjelöléseként.